# Нана Асмау
Нана Асмау (араб. نانا أسماء بنت عثمان فودي‎; 1793–1864) — нигерийская учёная, поэтесса и писательница. Принцесса, дочь Шеху Османа дан Фодио, основателя халифата Сокото и реформатора XVIII века, который пропагандировал всеобщую грамотность и образование, в том числе для женщин. Нана Асмау настаивала на увеличении грамотности среди мусульманок и считается одной из предшественниц современного исламского феминизма. Почитается на севере Нигерии. Стихотворения Наны Асмау, которых насчитывается 65, составляют важное литературное наследие этого периода и могут представлять интерес для изучения истории Нигерии. Писала по-арабски формальные пьесы, на языке хауса дидактические стихотворения и на языке фула, обращаясь к современникам в правящих кругах.

## Биография
Нана Асмау родилась в 1793 году и названа в честь Асмы бинт Абу Бакр, сподвижницы исламского пророка Мухаммеда. Её отец Шеху Осман дан Фодио был представителем народа фулани и мусульманином, который начал джихад Фулани, чтобы завоевать города-государства хауса и основать халифат Сокото. Его сын и наследник Мухаммед Белло, единокровный брат Наны Асмау, правил халифатом с 1817 года, после смерти первого халифа. При этих двух правителях процветала мусульманская культура и торговля. Халифат контролировал большую часть Северной Нигерии, пока британские войска под командованием Фредерика Лугарда не начали завоевывать этот регион в начале XX века.

## Изучение наследия
Джин Бойд (Jean Boyd) передала в 1991 году в Школу восточных и африканских исследований (School of Oriental and African Studies, SOAS) Лондонского университета свою коллекцию, которая представляет собой фотокопии нигерийских рукописей на языке хауса, связанных с жизнью и творчеством Наны Асмау, в том числе её стихотворения (1820—1865). Джин Бойд с 1990 года стала научным сотрудником SOAS и сосредоточилась на компиляции, переводе и контекстуальной аннотации произведений Наны Асмау. В 1989 году Джин Бойд опубликовала книгу The Caliph's Sister: Nana Asma'u, 1793-1865, Teacher, Poet and Islamic Leader, в 2000 году — One Woman's Jihad: Nana Asma'u, Scholar and Scribe, в 2013 году — Educating Muslim Women: the West African Legacy of Nana Asma'u 1793-1864.